# Makten är i Jesu händer
Makten är i Jesu händer är en kristen sång skriven 1976 av Pelle Karlsson.

## Publicerad i
- Psalmer och Sånger 1987 som nr 382 under rubriken "Fader, Son och Ande - Jesus, vår Herre och broder".[2]
- Segertoner 1988 som nr 582 under rubriken "Att leva av tro - Prövning - kamp - seger".[1]

### Fotnoter
1. 1 2  Heinerborg, Karl-Erik; Lennart Jernestrand (1988). Segertoner melodisångbok. Stockholm: Förlaget Filadelfia. Libris 911558
2. ↑   Psalmer och sånger. Örebro: Libris. 1987. Libris 7623713. ISBN 91-7214-134-4